# Dansk Film-Avis nr. 698
Dansk Film-Avis nr. 698 er en dansk Ugerevy med dokumentariske optagelse fra 1945. Filmene blev produceret af UFA film A/S, der var ejet af det tyske UFA, der var ejet af den tyske stat.
Den dansk producerede Dansk Film-Avis var en nazistisk ugerevy og udkom i årene 1941-1945. Den bestod typisk af tre dele: dansk stof, optaget af danske kameramænd, tysk stof fra Tyskland og reportager fra fronten, produceret af Deutsche Wochenschau.

## Handling
1. Den alvorlige snestorm over Danmark forårsager store trafikvanskeligheder. Optagelser fra Dyrehaven nord for København. Dyrene er så sultne, at de kommer og spiser af københavnernes hænder. Skihop på Geels Bakke, kaldet Holtekollen.

2. Jiu-jitsu er en sport, der bliver mere og mere populær.

3. Januar 1945, Volksoper. Det tyske folk samler ind til soldaterne ved fronten.

4. Mussolini hyldes i Italien.

5. Vestfronten: Omfattende oversvømmelser spiller en vigtig rolle i de tyske forsvarskampe i Holland. Optagelser af et amfibiefartøj.

6. Gadekampe i en lille belgisk by. V2-raketter, det nye tyske våben, affyres.